# Fly Away (Tones and I-dal)
A Fly Away Tones and I ausztrál énekesnő dala. 2020. november 13-án jelent meg a Bad Batch Records és az Elektra Records kiadók gondozásában.

## Háttér
Tones egy interjúban elmondta, hogy a Fly Away „az álmok eléréséről, a célok megvalósításáról szól”. A dalt az énekesnő közösségi média oldalain keresztül 2020. november 9-én jelentették be egy rövid részlettel együtt.

## Videóklip
A Fly Away videóklipjét Nick Kozakis és Liam Kelly rendezték, és 2020. november 13-án mutatták be.

## Közreműködők
A dalban közreműködők listája a Tidalon található információk alapján.
- Toni Watson – dalszerzés, produceri munka
- Dann Hume – produceri munka, hangkeverés
- Andrei Eremin – maszterelés

## Slágerlistás helyezések
| Slágerlista (2020–2021)               | Legjobb helyezés |
| ------------------------------------- | ---------------- |
| Ausztrália (ARIA)                     | 4                |
| Ausztria (Ö3 Austria Top 40)          | 36               |
| Belgium (Ultratip Flanders)           | 33               |
| Belgium (Ultratop 50 Wallonia)        | 27               |
| Dánia (Tracklisten)                   | 19               |
| Global 200 (Billboard)                | 152              |
| Írország (IRMA)                       | 69               |
| Kanada (Canadian Hot 100)             | 97               |
| Lengyelország (Polish Airplay Top 20) | 42               |
| Németország (Media Control Charts)    | 44               |
| Norvégia (VG-lista)                   | 37               |
| Svájc (Schweizer Hitparade)           | 30               |
| Svédország (Sverigetopplistan)        | 29               |
| Új-Zéland (Recorded Music NZ)         | 37               |
| US Hot Rock Songs (Billboard)         | 16               |

## Megjelenések
| Régió            | Dátum              | Formátum                       | Kiadó     | Forr.  |
| ---------------- | ------------------ | ------------------------------ | --------- | ------ |
| Világszerte      | 2020. november 13. | digitális letöltés streaming   | Bad Batch | [ 9 ]  |
| Ausztrália       | 2020. november 16. | digitális letöltés • streaming | Sony      | [ 25 ] |
| Olaszország      | 2020. november 20. | digitális letöltés • streaming | Warner    | [ 26 ] |
| Egyesült Államok | 2020. március 16.  | digitális letöltés • streaming | Elektra   | [ 27 ] |